# Paris–Roubaix 2023
Paris–Roubaix 2023 var den 120:e upplagan av det franska cykelloppet Paris–Roubaix. Tävlingen avgjordes den 9 april 2023 med start i Compiègne och målgång i Roubaix. Loppet var en del av UCI World Tour 2023 och vanns av nederländska Mathieu van der Poel från cykelstallet Alpecin–Deceuninck.

## Deltagande lag
| WorldTeams (18)- AG2R Citroën Team - Alpecin-Deceuninck - Astana Qazaqstan Team - Bahrain Victorious - Bora-Hansgrohe - Cofidis - EF Education-EasyPost - Groupama-FDJ - Ineos Grenadiers - Intermarché-Circus-Wanty - Jumbo-Visma - Movistar Team - Soudal Quick-Step - Arkéa-Samsic - Team DSM - Team Jayco AlUla - Trek-Segafredo - UAE Team Emirates ProTeams (7)- Bingoal WB - TotalEnergies - Lotto Dstny - Israel-Premier Tech - Q36.5 Pro Cycling Team - Team Flanders-Baloise - Uno-X Pro Cycling Team |
| |

## Resultat
| \| Totaltävlingen \| Totaltävlingen \| Totaltävlingen \| Totaltävlingen \| Totaltävlingen \| \| Cyklist \| Cyklist \| Lag \| Tid \| \| \| -------------- \| -------------------- \| ------------------------ \| -------------- \| -------------- \| \| 1. \| Mathieu van der Poel \| Alpecin-Deceuninck \| 5t 28' 41" \| \| \| 2. \| Jasper Philipsen \| Alpecin-Deceuninck \| + 46" \| \| \| 3. \| Wout van Aert \| Jumbo-Visma \| + 46" \| \| \| 4. \| Mads Pedersen \| Trek-Segafredo \| + 50" \| \| \| 5. \| Stefan Küng \| Groupama-FDJ \| + 50" \| \| \| 6. \| Filippo Ganna \| Ineos Grenadiers \| + 50" \| \| \| 7. \| John Degenkolb \| Team DSM \| + 2' 35" \| \| \| 8. \| Max Walscheid \| Cofidis \| + 3' 31" \| \| \| 9. \| Laurenz Rex \| Intermarché-Circus-Wanty \| + 3' 35" \| \| \| 10. \| Christophe Laporte \| Jumbo-Visma \| + 4' 11" \| \| \| 11. \| Gianni Vermeersch \| Alpecin-Deceuninck \| + 4' 11" \| \| \| 12. \| Florian Vermeersch \| Lotto Dstny \| + 4' 11" \| \| \| 13. \| Sjoerd Bax \| UAE Team Emirates \| + 4' 11" \| \| \| 14. \| Nathan Van Hooydonck \| Jumbo-Visma \| + 4' 11" \| \| \| 15. \| Alexander Kristoff \| Uno-X Pro Cycling Team \| + 5' 36" \| \| \| 16. \| Sep Vanmarcke \| Israel-Premier Tech \| + 5' 36" \| \| \| 17. \| Mike Teunissen \| Intermarché-Circus-Wanty \| + 5' 36" \| \| \| 18. \| Dries Van Gestel \| TotalEnergies \| + 5' 36" \| \| \| 19. \| Matteo Trentin \| UAE Team Emirates \| + 5' 36" \| \| \| 20. \| Jasper Stuyven \| Trek-Segafredo \| + 5' 36" \| \| |                      |                          |            |
| |                      |                          |            |
| Källa: ProCyclingStats |                      |                          |            |
| Totaltävlingen |                      |                          |            |
| Cyklist | Cyklist              | Lag                      | Tid        |
| 1. | Mathieu van der Poel | Alpecin-Deceuninck       | 5t 28' 41" |
| 2. | Jasper Philipsen     | Alpecin-Deceuninck       | + 46"      |
| 3. | Wout van Aert        | Jumbo-Visma              | + 46"      |
| 4. | Mads Pedersen        | Trek-Segafredo           | + 50"      |
| 5. | Stefan Küng          | Groupama-FDJ             | + 50"      |
| 6. | Filippo Ganna        | Ineos Grenadiers         | + 50"      |
| 7. | John Degenkolb       | Team DSM                 | + 2' 35"   |
| 8. | Max Walscheid        | Cofidis                  | + 3' 31"   |
| 9. | Laurenz Rex          | Intermarché-Circus-Wanty | + 3' 35"   |
| 10. | Christophe Laporte   | Jumbo-Visma              | + 4' 11"   |
| 11. | Gianni Vermeersch    | Alpecin-Deceuninck       | + 4' 11"   |
| 12. | Florian Vermeersch   | Lotto Dstny              | + 4' 11"   |
| 13. | Sjoerd Bax           | UAE Team Emirates        | + 4' 11"   |
| 14. | Nathan Van Hooydonck | Jumbo-Visma              | + 4' 11"   |
| 15. | Alexander Kristoff   | Uno-X Pro Cycling Team   | + 5' 36"   |
| 16. | Sep Vanmarcke        | Israel-Premier Tech      | + 5' 36"   |
| 17. | Mike Teunissen       | Intermarché-Circus-Wanty | + 5' 36"   |
| 18. | Dries Van Gestel     | TotalEnergies            | + 5' 36"   |
| 19. | Matteo Trentin       | UAE Team Emirates        | + 5' 36"   |
| 20. | Jasper Stuyven       | Trek-Segafredo           | + 5' 36"   |

## Startlista
| Jumbo-Visma TJV | Jumbo-Visma TJV            | Jumbo-Visma TJV |
| --------------- | -------------------------- | --------------- |
| #               | Cyklist                    | Placering       |
| 1               | Dylan van Baarle (NED)     | DNF             |
| 2               | Edoardo Affini (ITA)       | 111.            |
| 3               | Christophe Laporte (FRA)   | 10.             |
| 4               | Timo Roosen (NED)          | 91.             |
| 5               | Tim van Dijke (NED)        | 43.             |
| 6               | Nathan Van Hooydonck (BEL) | 14.             |
| 7               | Wout van Aert (BEL)        | 3.              |

| Groupama-FDJ GFC | Groupama-FDJ GFC      | Groupama-FDJ GFC |
| ---------------- | --------------------- | ---------------- |
| #                | Cyklist               | Placering        |
| 11               | Stefan Küng (SUI)     | 5.               |
| 12               | Lewis Askey (GBR)     | 25.              |
| 13               | Olivier Le Gac (FRA)  | 57.              |
| 14               | Fabian Lienhard (SUI) | 34.              |
| 15               | Miles Scotson (AUS)   | 56.              |
| 16               | Jake Stewart (GBR)    | DNF              |
| 17               | Samuel Watson (GBR)   | 121.             |

| Alpecin-Deceuninck ADC | Alpecin-Deceuninck ADC     | Alpecin-Deceuninck ADC |
| ---------------------- | -------------------------- | ---------------------- |
| #                      | Cyklist                    | Placering              |
| 21                     | Mathieu van der Poel (NED) | 1.                     |
| 22                     | Silvan Dillier (SUI)       | 42.                    |
| 23                     | Michael Gogl (AUT)         | 123.                   |
| 24                     | Kaden Groves (AUS)         | 31.                    |
| 25                     | Jasper Philipsen (BEL)     | 2.                     |
| 26                     | Jonas Rickaert (BEL)       | 48.                    |
| 27                     | Gianni Vermeersch (BEL)    | 11.                    |

| Bahrain Victorious TBV | Bahrain Victorious TBV | Bahrain Victorious TBV |
| ---------------------- | ---------------------- | ---------------------- |
| #                      | Cyklist                | Placering              |
| 31                     | Matej Mohorič (SLO)    | 29.                    |
| 32                     | Kamil Gradek (POL)     | DNF                    |
| 33                     | Fran Miholjević (CRO)  | 134.                   |
| 34                     | Jonathan Milan (ITA)   | DNF                    |
| 35                     | Andrea Pasqualon (ITA) | 41.                    |
| 36                     | Dušan Rajović (SRB)    | DNF                    |
| 37                     | Fred Wright (GBR)      | DNF                    |

| Ineos Grenadiers IGD | Ineos Grenadiers IGD   | Ineos Grenadiers IGD |
| -------------------- | ---------------------- | -------------------- |
| #                    | Cyklist                | Placering            |
| 41                   | Filippo Ganna (ITA)    | 6.                   |
| 42                   | Kim Heiduk (GER)       | 96.                  |
| 43                   | Luke Rowe (GBR)        | 127.                 |
| 44                   | Magnus Sheffield (USA) | 92.                  |
| 45                   | Connor Swift (GBR)     | 68.                  |
| 46                   | Josh Tarling (GBR)     | OTL                  |
| 47                   | Cameron Wurf (AUS)     | 128.                 |

| Trek-Segafredo TFS | Trek-Segafredo TFS             | Trek-Segafredo TFS |
| ------------------ | ------------------------------ | ------------------ |
| #                  | Cyklist                        | Placering          |
| 51                 | Mads Pedersen (DEN)            | 4.                 |
| 52                 | Daan Hoole (NED)               | 49.                |
| 53                 | Alex Kirsch (LUX)              | 87.                |
| 54                 | Emīls Liepiņš (LAT) (landsväg) | 105.               |
| 55                 | Jasper Stuyven (BEL)           | 20.                |
| 56                 | Edward Theuns (BEL)            | 73.                |
| 57                 | Mathias Vacek (CZE)            | 67.                |

| Soudal Quick-Step SOQ | Soudal Quick-Step SOQ             | Soudal Quick-Step SOQ |
| --------------------- | --------------------------------- | --------------------- |
| #                     | Cyklist                           | Placering             |
| 61                    | Kasper Asgreen (DEN)              | DNF                   |
| 62                    | Davide Ballerini (ITA)            | DNF                   |
| 63                    | Tim Declercq (BEL)                | 53.                   |
| 64                    | Yves Lampaert (BEL)               | 24.                   |
| 65                    | Tim Merlier (BEL) (landsväg)      | 23.                   |
| 66                    | Florian Sénéchal (FRA) (landsväg) | 63.                   |
| 67                    | Bert Van Lerberghe (BEL)          | DNF                   |

| Bora-Hansgrohe BOH | Bora-Hansgrohe BOH           | Bora-Hansgrohe BOH |
| ------------------ | ---------------------------- | ------------------ |
| #                  | Cyklist                      | Placering          |
| 71                 | Nils Politt (GER) (landsväg) | 35.                |
| 72                 | Shane Archbold (NZL)         | DNF                |
| 73                 | Patrick Gamper (AUT)         | 60.                |
| 74                 | Marco Haller (AUT)           | 80.                |
| 75                 | Jonas Koch (GER)             | 109.               |
| 76                 | Jordi Meeus (BEL)            | 112.               |
| 77                 | Ryan Mullen (IRL)            | 116.               |

| Lotto Dstny LTD | Lotto Dstny LTD          | Lotto Dstny LTD |
| --------------- | ------------------------ | --------------- |
| #               | Cyklist                  | Placering       |
| 81              | Florian Vermeersch (BEL) | 12.             |
| 82              | Cedric Beullens (BEL)    | 27.             |
| 83              | Arnaud De Lie (BEL)      | 50.             |
| 85              | Frederik Frison (BEL)    | DNF             |
| 86              | Sébastien Grignard (BEL) | DNF             |
| 87              | Liam Slock (BEL)         | 58.             |
| 88              | Brent Van Moer (BEL)     | 54.             |

| Team DSM DSM | Team DSM DSM               | Team DSM DSM |
| ------------ | -------------------------- | ------------ |
| #            | Cyklist                    | Placering    |
| 91           | John Degenkolb (GER)       | 7.           |
| 92           | Tobias Lund Andresen (DEN) | DNF          |
| 93           | Pavel Bittner (CZE)        | DNF          |
| 94           | Alberto Dainese (ITA)      | 77.          |
| 95           | Nils Eekhoff (NED)         | 86.          |
| 96           | Tim Naberman (NED)         | 76.          |
| 97           | Sam Welsford (AUS)         | 132.         |

| AG2R Citroën Team ACT | AG2R Citroën Team ACT   | AG2R Citroën Team ACT |
| --------------------- | ----------------------- | --------------------- |
| #                     | Cyklist                 | Placering             |
| 101                   | Greg Van Avermaet (BEL) | 37.                   |
| 102                   | Stan Dewulf (BEL)       | 104.                  |
| 103                   | Pierre Gautherat (FRA)  | 83.                   |
| 104                   | Oliver Naesen (BEL)     | 66.                   |
| 105                   | Antoine Raugel (FRA)    | 90.                   |
| 106                   | Michael Schär (SUI)     | 69.                   |
| 107                   | Damien Touzé (FRA)      | 107.                  |

| TotalEnergies TEN | TotalEnergies TEN            | TotalEnergies TEN |
| ----------------- | ---------------------------- | ----------------- |
| #                 | Cyklist                      | Placering         |
| 111               | Peter Sagan (SVK) (landsväg) | DNF               |
| 112               | Edvald Boasson Hagen (NOR)   | 126.              |
| 113               | Maciej Bodnar (POL)          | DNF               |
| 114               | Daniel Oss (ITA)             | DNF               |
| 115               | Geoffrey Soupe (FRA)         | 129.              |
| 116               | Anthony Turgis (FRA)         | 74.               |
| 117               | Dries Van Gestel (BEL)       | 18.               |

| Israel-Premier Tech IPT | Israel-Premier Tech IPT         | Israel-Premier Tech IPT |
| ----------------------- | ------------------------------- | ----------------------- |
| #                       | Cyklist                         | Placering               |
| 121                     | Sep Vanmarcke (BEL)             | 16.                     |
| 122                     | Guillaume Boivin (CAN)          | 45.                     |
| 123                     | Itamar Einhorn (ISR) (landsväg) | 124.                    |
| 124                     | Derek Gee (CAN)                 | 135.                    |
| 125                     | Jens Reynders (BEL)             | 119.                    |
| 126                     | Tom Van Asbroeck (BEL)          | 30.                     |
| 127                     | Rick Zabel (GER)                | 64.                     |

| Arkéa-Samsic ARK | Arkéa-Samsic ARK      | Arkéa-Samsic ARK |
| ---------------- | --------------------- | ---------------- |
| #                | Cyklist               | Placering        |
| 131              | Matis Louvel (FRA)    | 47.              |
| 132              | Jenthe Biermans (BEL) | 51.              |
| 133              | David Dekker (NED)    | 110.             |
| 134              | Hugo Hofstetter (FRA) | 78.              |
| 135              | Daniel McLay (GBR)    | DNF              |
| 136              | Luca Mozzato (ITA)    | 21.              |
| 137              | Clément Russo (FRA)   | DNF              |

| UAE Team Emirates UAD | UAE Team Emirates UAD      | UAE Team Emirates UAD |
| --------------------- | -------------------------- | --------------------- |
| #                     | Cyklist                    | Placering             |
| 141                   | Matteo Trentin (ITA)       | 19.                   |
| 142                   | Pascal Ackermann (GER)     | DNF                   |
| 143                   | Rui Oliveira (POR)         | 52.                   |
| 144                   | Sjoerd Bax (NED)           | 13.                   |
| 145                   | Mikkel Bjerg (DEN)         | 40.                   |
| 146                   | Ryan Gibbons (RSA)         | 88.                   |
| 147                   | Vegard Stake Laengen (NOR) | 44.                   |

| Cofidis COF | Cofidis COF            | Cofidis COF |
| ----------- | ---------------------- | ----------- |
| #           | Cyklist                | Placering   |
| 151         | Max Walscheid (GER)    | 8.          |
| 152         | Piet Allegaert (BEL)   | DNF         |
| 153         | André Carvalho (POR)   | 94.         |
| 154         | Wesley Kreder (NED)    | 61.         |
| 155         | Christophe Noppe (BEL) | 95.         |
| 156         | Alexis Renard (FRA)    | 28.         |
| 157         | Jelle Wallays (BEL)    | 93.         |

| Team Jayco AlUla JAY | Team Jayco AlUla JAY    | Team Jayco AlUla JAY |
| -------------------- | ----------------------- | -------------------- |
| #                    | Cyklist                 | Placering            |
| 161                  | Zdeněk Štybar (CZE)     | 79.                  |
| 162                  | Alexandre Balmer (SUI)  | 106.                 |
| 163                  | Luke Durbridge (AUS)    | 100.                 |
| 164                  | Kelland O'Brien (AUS)   | DNF                  |
| 165                  | Lukas Pöstlberger (AUT) | DNF                  |
| 166                  | Elmar Reinders (NED)    | 75.                  |
| 167                  | Campbell Stewart (NZL)  | DNF                  |

| Uno-X Pro Cycling Team UXT | Uno-X Pro Cycling Team UXT            | Uno-X Pro Cycling Team UXT |
| -------------------------- | ------------------------------------- | -------------------------- |
| #                          | Cyklist                               | Placering                  |
| 171                        | Alexander Kristoff (NOR)              | 15.                        |
| 172                        | Louis Bendixen (DEN)                  | 98.                        |
| 173                        | Kristoffer Halvorsen (NOR)            | DNF                        |
| 174                        | William Blume Levy (DEN)              | 122.                       |
| 175                        | Erik Nordsæter Resell (NOR)           | 55.                        |
| 176                        | Rasmus Fossum Tiller (NOR) (landsväg) | 46.                        |
| 177                        | Søren Wærenskjold (NOR)               | 22.                        |

| Movistar Team MOV | Movistar Team MOV         | Movistar Team MOV |
| ----------------- | ------------------------- | ----------------- |
| #                 | Cyklist                   | Placering         |
| 181               | Iván García Cortina (ESP) | 32.               |
| 182               | Juri Hollmann (GER)       | 82.               |
| 183               | Johan Jacobs (SUI)        | 133.              |
| 184               | Mathias Norsgaard (DEN)   | 65.               |
| 185               | Oier Lazkano (ESP)        | 102.              |
| 186               | Lluís Mas (ESP)           | DNF               |
| 187               | Iván Romeo (ESP)          | DNF               |

| Intermarché-Circus-Wanty ICW | Intermarché-Circus-Wanty ICW | Intermarché-Circus-Wanty ICW |
| ---------------------------- | ---------------------------- | ---------------------------- |
| #                            | Cyklist                      | Placering                    |
| 191                          | Mike Teunissen (NED)         | 17.                          |
| 192                          | Dries De Pooter (BEL)        | 38.                          |
| 193                          | Julius Johansen (DEN)        | 71.                          |
| 194                          | Madis Mihkels (EST)          | 114.                         |
| 195                          | Baptiste Planckaert (BEL)    | DNF                          |
| 196                          | Laurenz Rex (BEL)            | 9.                           |
| 197                          | Gerben Thijssen (BEL)        | 70.                          |

| EF Education-EasyPost EFE | EF Education-EasyPost EFE | EF Education-EasyPost EFE |
| ------------------------- | ------------------------- | ------------------------- |
| #                         | Cyklist                   | Placering                 |
| 201                       | Jens Keukeleire (BEL)     | 62.                       |
| 202                       | Owain Doull (GBR)         | 59.                       |
| 203                       | Jonas Rutsch (GER)        | 33.                       |
| 204                       | Thomas Scully (NZL)       | 101.                      |
| 205                       | James Shaw (GBR)          | DNF                       |
| 206                       | Marijn van den Berg (NED) | 72.                       |
| 207                       | Julius van den Berg (NED) | 84.                       |

| Astana Qazaqstan Team AST | Astana Qazaqstan Team AST    | Astana Qazaqstan Team AST |
| ------------------------- | ---------------------------- | ------------------------- |
| #                         | Cyklist                      | Placering                 |
| 211                       | Gianni Moscon (ITA)          | 36.                       |
| 212                       | Cees Bol (NED)               | 131.                      |
| 213                       | Igor Chzhan (KAZ) (landsväg) | DNF                       |
| 214                       | Yevgeniy Fedorov (KAZ)       | 26.                       |
| 215                       | Dmitriy Gruzdev (KAZ)        | 97.                       |
| 216                       | Martin Laas (EST)            | DNF                       |
| 217                       | Gleb Siritsa                 | 117.                      |

| Q36.5 Pro Cycling Team Q36 | Q36.5 Pro Cycling Team Q36 | Q36.5 Pro Cycling Team Q36 |
| -------------------------- | -------------------------- | -------------------------- |
| #                          | Cyklist                    | Placering                  |
| 221                        | Tom Devriendt (BEL)        | 85.                        |
| 222                        | Jack Bauer (NZL)           | 115.                       |
| 223                        | Filippo Colombo (SUI)      | DNF                        |
| 224                        | Tobias Ludvigsson (SWE)    | DNF                        |
| 225                        | Matteo Moschetti (ITA)     | DNF                        |
| 226                        | Antonio Puppio (ITA)       | 108.                       |
| 227                        | Nickolas Zukowsky (CAN)    | 125.                       |

| Bingoal WB BWB | Bingoal WB BWB                 | Bingoal WB BWB |
| -------------- | ------------------------------ | -------------- |
| #              | Cyklist                        | Placering      |
| 231            | Ludovic Robeet (BEL)           | 99.            |
| 232            | Dorian de Maeght (BEL)         | OTL            |
| 233            | Ceriel Desal (BEL)             | 120.           |
| 234            | Karl Patrick Lauk (EST)        | OTL            |
| 235            | Alexander Salby (DEN)          | DNF            |
| 236            | Nathan Vandepitte (FRA)        | 130.           |
| 237            | Guillaume Van Keirsbulck (BEL) | 39.            |

| Team Flanders-Baloise TFB | Team Flanders-Baloise TFB | Team Flanders-Baloise TFB |
| ------------------------- | ------------------------- | ------------------------- |
| #                         | Cyklist                   | Placering                 |
| 241                       | Lindsay De Vylder (BEL)   | DNF                       |
| 242                       | Ruben Apers (BEL)         | 81.                       |
| 243                       | Alex Colman (BEL)         | DNF                       |
| 244                       | Sander De Pestel (BEL)    | 89.                       |
| 245                       | Gilles De Wilde (BEL)     | 103.                      |
| 246                       | Milan Fretin (BEL)        | 118.                      |
| 247                       | Ward Vanhoof (BEL)        | 113.                      |

| Jumbo-Visma TJV | Jumbo-Visma TJV            | Jumbo-Visma TJV |
| --------------- | -------------------------- | --------------- |
| #               | Cyklist                    | Placering       |
| 1               | Dylan van Baarle (NED)     | DNF             |
| 2               | Edoardo Affini (ITA)       | 111.            |
| 3               | Christophe Laporte (FRA)   | 10.             |
| 4               | Timo Roosen (NED)          | 91.             |
| 5               | Tim van Dijke (NED)        | 43.             |
| 6               | Nathan Van Hooydonck (BEL) | 14.             |
| 7               | Wout van Aert (BEL)        | 3.              |

| Groupama-FDJ GFC | Groupama-FDJ GFC      | Groupama-FDJ GFC |
| ---------------- | --------------------- | ---------------- |
| #                | Cyklist               | Placering        |
| 11               | Stefan Küng (SUI)     | 5.               |
| 12               | Lewis Askey (GBR)     | 25.              |
| 13               | Olivier Le Gac (FRA)  | 57.              |
| 14               | Fabian Lienhard (SUI) | 34.              |
| 15               | Miles Scotson (AUS)   | 56.              |
| 16               | Jake Stewart (GBR)    | DNF              |
| 17               | Samuel Watson (GBR)   | 121.             |

| Alpecin-Deceuninck ADC | Alpecin-Deceuninck ADC     | Alpecin-Deceuninck ADC |
| ---------------------- | -------------------------- | ---------------------- |
| #                      | Cyklist                    | Placering              |
| 21                     | Mathieu van der Poel (NED) | 1.                     |
| 22                     | Silvan Dillier (SUI)       | 42.                    |
| 23                     | Michael Gogl (AUT)         | 123.                   |
| 24                     | Kaden Groves (AUS)         | 31.                    |
| 25                     | Jasper Philipsen (BEL)     | 2.                     |
| 26                     | Jonas Rickaert (BEL)       | 48.                    |
| 27                     | Gianni Vermeersch (BEL)    | 11.                    |

| Bahrain Victorious TBV | Bahrain Victorious TBV | Bahrain Victorious TBV |
| ---------------------- | ---------------------- | ---------------------- |
| #                      | Cyklist                | Placering              |
| 31                     | Matej Mohorič (SLO)    | 29.                    |
| 32                     | Kamil Gradek (POL)     | DNF                    |
| 33                     | Fran Miholjević (CRO)  | 134.                   |
| 34                     | Jonathan Milan (ITA)   | DNF                    |
| 35                     | Andrea Pasqualon (ITA) | 41.                    |
| 36                     | Dušan Rajović (SRB)    | DNF                    |
| 37                     | Fred Wright (GBR)      | DNF                    |

| Ineos Grenadiers IGD | Ineos Grenadiers IGD   | Ineos Grenadiers IGD |
| -------------------- | ---------------------- | -------------------- |
| #                    | Cyklist                | Placering            |
| 41                   | Filippo Ganna (ITA)    | 6.                   |
| 42                   | Kim Heiduk (GER)       | 96.                  |
| 43                   | Luke Rowe (GBR)        | 127.                 |
| 44                   | Magnus Sheffield (USA) | 92.                  |
| 45                   | Connor Swift (GBR)     | 68.                  |
| 46                   | Josh Tarling (GBR)     | OTL                  |
| 47                   | Cameron Wurf (AUS)     | 128.                 |

| Trek-Segafredo TFS | Trek-Segafredo TFS             | Trek-Segafredo TFS |
| ------------------ | ------------------------------ | ------------------ |
| #                  | Cyklist                        | Placering          |
| 51                 | Mads Pedersen (DEN)            | 4.                 |
| 52                 | Daan Hoole (NED)               | 49.                |
| 53                 | Alex Kirsch (LUX)              | 87.                |
| 54                 | Emīls Liepiņš (LAT) (landsväg) | 105.               |
| 55                 | Jasper Stuyven (BEL)           | 20.                |
| 56                 | Edward Theuns (BEL)            | 73.                |
| 57                 | Mathias Vacek (CZE)            | 67.                |

| Soudal Quick-Step SOQ | Soudal Quick-Step SOQ             | Soudal Quick-Step SOQ |
| --------------------- | --------------------------------- | --------------------- |
| #                     | Cyklist                           | Placering             |
| 61                    | Kasper Asgreen (DEN)              | DNF                   |
| 62                    | Davide Ballerini (ITA)            | DNF                   |
| 63                    | Tim Declercq (BEL)                | 53.                   |
| 64                    | Yves Lampaert (BEL)               | 24.                   |
| 65                    | Tim Merlier (BEL) (landsväg)      | 23.                   |
| 66                    | Florian Sénéchal (FRA) (landsväg) | 63.                   |
| 67                    | Bert Van Lerberghe (BEL)          | DNF                   |

| Bora-Hansgrohe BOH | Bora-Hansgrohe BOH           | Bora-Hansgrohe BOH |
| ------------------ | ---------------------------- | ------------------ |
| #                  | Cyklist                      | Placering          |
| 71                 | Nils Politt (GER) (landsväg) | 35.                |
| 72                 | Shane Archbold (NZL)         | DNF                |
| 73                 | Patrick Gamper (AUT)         | 60.                |
| 74                 | Marco Haller (AUT)           | 80.                |
| 75                 | Jonas Koch (GER)             | 109.               |
| 76                 | Jordi Meeus (BEL)            | 112.               |
| 77                 | Ryan Mullen (IRL)            | 116.               |

| Lotto Dstny LTD | Lotto Dstny LTD          | Lotto Dstny LTD |
| --------------- | ------------------------ | --------------- |
| #               | Cyklist                  | Placering       |
| 81              | Florian Vermeersch (BEL) | 12.             |
| 82              | Cedric Beullens (BEL)    | 27.             |
| 83              | Arnaud De Lie (BEL)      | 50.             |
| 85              | Frederik Frison (BEL)    | DNF             |
| 86              | Sébastien Grignard (BEL) | DNF             |
| 87              | Liam Slock (BEL)         | 58.             |
| 88              | Brent Van Moer (BEL)     | 54.             |

| Team DSM DSM | Team DSM DSM               | Team DSM DSM |
| ------------ | -------------------------- | ------------ |
| #            | Cyklist                    | Placering    |
| 91           | John Degenkolb (GER)       | 7.           |
| 92           | Tobias Lund Andresen (DEN) | DNF          |
| 93           | Pavel Bittner (CZE)        | DNF          |
| 94           | Alberto Dainese (ITA)      | 77.          |
| 95           | Nils Eekhoff (NED)         | 86.          |
| 96           | Tim Naberman (NED)         | 76.          |
| 97           | Sam Welsford (AUS)         | 132.         |

| AG2R Citroën Team ACT | AG2R Citroën Team ACT   | AG2R Citroën Team ACT |
| --------------------- | ----------------------- | --------------------- |
| #                     | Cyklist                 | Placering             |
| 101                   | Greg Van Avermaet (BEL) | 37.                   |
| 102                   | Stan Dewulf (BEL)       | 104.                  |
| 103                   | Pierre Gautherat (FRA)  | 83.                   |
| 104                   | Oliver Naesen (BEL)     | 66.                   |
| 105                   | Antoine Raugel (FRA)    | 90.                   |
| 106                   | Michael Schär (SUI)     | 69.                   |
| 107                   | Damien Touzé (FRA)      | 107.                  |

| TotalEnergies TEN | TotalEnergies TEN            | TotalEnergies TEN |
| ----------------- | ---------------------------- | ----------------- |
| #                 | Cyklist                      | Placering         |
| 111               | Peter Sagan (SVK) (landsväg) | DNF               |
| 112               | Edvald Boasson Hagen (NOR)   | 126.              |
| 113               | Maciej Bodnar (POL)          | DNF               |
| 114               | Daniel Oss (ITA)             | DNF               |
| 115               | Geoffrey Soupe (FRA)         | 129.              |
| 116               | Anthony Turgis (FRA)         | 74.               |
| 117               | Dries Van Gestel (BEL)       | 18.               |

| Israel-Premier Tech IPT | Israel-Premier Tech IPT         | Israel-Premier Tech IPT |
| ----------------------- | ------------------------------- | ----------------------- |
| #                       | Cyklist                         | Placering               |
| 121                     | Sep Vanmarcke (BEL)             | 16.                     |
| 122                     | Guillaume Boivin (CAN)          | 45.                     |
| 123                     | Itamar Einhorn (ISR) (landsväg) | 124.                    |
| 124                     | Derek Gee (CAN)                 | 135.                    |
| 125                     | Jens Reynders (BEL)             | 119.                    |
| 126                     | Tom Van Asbroeck (BEL)          | 30.                     |
| 127                     | Rick Zabel (GER)                | 64.                     |

| Arkéa-Samsic ARK | Arkéa-Samsic ARK      | Arkéa-Samsic ARK |
| ---------------- | --------------------- | ---------------- |
| #                | Cyklist               | Placering        |
| 131              | Matis Louvel (FRA)    | 47.              |
| 132              | Jenthe Biermans (BEL) | 51.              |
| 133              | David Dekker (NED)    | 110.             |
| 134              | Hugo Hofstetter (FRA) | 78.              |
| 135              | Daniel McLay (GBR)    | DNF              |
| 136              | Luca Mozzato (ITA)    | 21.              |
| 137              | Clément Russo (FRA)   | DNF              |

| UAE Team Emirates UAD | UAE Team Emirates UAD      | UAE Team Emirates UAD |
| --------------------- | -------------------------- | --------------------- |
| #                     | Cyklist                    | Placering             |
| 141                   | Matteo Trentin (ITA)       | 19.                   |
| 142                   | Pascal Ackermann (GER)     | DNF                   |
| 143                   | Rui Oliveira (POR)         | 52.                   |
| 144                   | Sjoerd Bax (NED)           | 13.                   |
| 145                   | Mikkel Bjerg (DEN)         | 40.                   |
| 146                   | Ryan Gibbons (RSA)         | 88.                   |
| 147                   | Vegard Stake Laengen (NOR) | 44.                   |

| Cofidis COF | Cofidis COF            | Cofidis COF |
| ----------- | ---------------------- | ----------- |
| #           | Cyklist                | Placering   |
| 151         | Max Walscheid (GER)    | 8.          |
| 152         | Piet Allegaert (BEL)   | DNF         |
| 153         | André Carvalho (POR)   | 94.         |
| 154         | Wesley Kreder (NED)    | 61.         |
| 155         | Christophe Noppe (BEL) | 95.         |
| 156         | Alexis Renard (FRA)    | 28.         |
| 157         | Jelle Wallays (BEL)    | 93.         |

| Team Jayco AlUla JAY | Team Jayco AlUla JAY    | Team Jayco AlUla JAY |
| -------------------- | ----------------------- | -------------------- |
| #                    | Cyklist                 | Placering            |
| 161                  | Zdeněk Štybar (CZE)     | 79.                  |
| 162                  | Alexandre Balmer (SUI)  | 106.                 |
| 163                  | Luke Durbridge (AUS)    | 100.                 |
| 164                  | Kelland O'Brien (AUS)   | DNF                  |
| 165                  | Lukas Pöstlberger (AUT) | DNF                  |
| 166                  | Elmar Reinders (NED)    | 75.                  |
| 167                  | Campbell Stewart (NZL)  | DNF                  |

| Uno-X Pro Cycling Team UXT | Uno-X Pro Cycling Team UXT            | Uno-X Pro Cycling Team UXT |
| -------------------------- | ------------------------------------- | -------------------------- |
| #                          | Cyklist                               | Placering                  |
| 171                        | Alexander Kristoff (NOR)              | 15.                        |
| 172                        | Louis Bendixen (DEN)                  | 98.                        |
| 173                        | Kristoffer Halvorsen (NOR)            | DNF                        |
| 174                        | William Blume Levy (DEN)              | 122.                       |
| 175                        | Erik Nordsæter Resell (NOR)           | 55.                        |
| 176                        | Rasmus Fossum Tiller (NOR) (landsväg) | 46.                        |
| 177                        | Søren Wærenskjold (NOR)               | 22.                        |

| Movistar Team MOV | Movistar Team MOV         | Movistar Team MOV |
| ----------------- | ------------------------- | ----------------- |
| #                 | Cyklist                   | Placering         |
| 181               | Iván García Cortina (ESP) | 32.               |
| 182               | Juri Hollmann (GER)       | 82.               |
| 183               | Johan Jacobs (SUI)        | 133.              |
| 184               | Mathias Norsgaard (DEN)   | 65.               |
| 185               | Oier Lazkano (ESP)        | 102.              |
| 186               | Lluís Mas (ESP)           | DNF               |
| 187               | Iván Romeo (ESP)          | DNF               |

| Intermarché-Circus-Wanty ICW | Intermarché-Circus-Wanty ICW | Intermarché-Circus-Wanty ICW |
| ---------------------------- | ---------------------------- | ---------------------------- |
| #                            | Cyklist                      | Placering                    |
| 191                          | Mike Teunissen (NED)         | 17.                          |
| 192                          | Dries De Pooter (BEL)        | 38.                          |
| 193                          | Julius Johansen (DEN)        | 71.                          |
| 194                          | Madis Mihkels (EST)          | 114.                         |
| 195                          | Baptiste Planckaert (BEL)    | DNF                          |
| 196                          | Laurenz Rex (BEL)            | 9.                           |
| 197                          | Gerben Thijssen (BEL)        | 70.                          |

| EF Education-EasyPost EFE | EF Education-EasyPost EFE | EF Education-EasyPost EFE |
| ------------------------- | ------------------------- | ------------------------- |
| #                         | Cyklist                   | Placering                 |
| 201                       | Jens Keukeleire (BEL)     | 62.                       |
| 202                       | Owain Doull (GBR)         | 59.                       |
| 203                       | Jonas Rutsch (GER)        | 33.                       |
| 204                       | Thomas Scully (NZL)       | 101.                      |
| 205                       | James Shaw (GBR)          | DNF                       |
| 206                       | Marijn van den Berg (NED) | 72.                       |
| 207                       | Julius van den Berg (NED) | 84.                       |

| Astana Qazaqstan Team AST | Astana Qazaqstan Team AST    | Astana Qazaqstan Team AST |
| ------------------------- | ---------------------------- | ------------------------- |
| #                         | Cyklist                      | Placering                 |
| 211                       | Gianni Moscon (ITA)          | 36.                       |
| 212                       | Cees Bol (NED)               | 131.                      |
| 213                       | Igor Chzhan (KAZ) (landsväg) | DNF                       |
| 214                       | Yevgeniy Fedorov (KAZ)       | 26.                       |
| 215                       | Dmitriy Gruzdev (KAZ)        | 97.                       |
| 216                       | Martin Laas (EST)            | DNF                       |
| 217                       | Gleb Siritsa                 | 117.                      |

| Q36.5 Pro Cycling Team Q36 | Q36.5 Pro Cycling Team Q36 | Q36.5 Pro Cycling Team Q36 |
| -------------------------- | -------------------------- | -------------------------- |
| #                          | Cyklist                    | Placering                  |
| 221                        | Tom Devriendt (BEL)        | 85.                        |
| 222                        | Jack Bauer (NZL)           | 115.                       |
| 223                        | Filippo Colombo (SUI)      | DNF                        |
| 224                        | Tobias Ludvigsson (SWE)    | DNF                        |
| 225                        | Matteo Moschetti (ITA)     | DNF                        |
| 226                        | Antonio Puppio (ITA)       | 108.                       |
| 227                        | Nickolas Zukowsky (CAN)    | 125.                       |

| Bingoal WB BWB | Bingoal WB BWB                 | Bingoal WB BWB |
| -------------- | ------------------------------ | -------------- |
| #              | Cyklist                        | Placering      |
| 231            | Ludovic Robeet (BEL)           | 99.            |
| 232            | Dorian de Maeght (BEL)         | OTL            |
| 233            | Ceriel Desal (BEL)             | 120.           |
| 234            | Karl Patrick Lauk (EST)        | OTL            |
| 235            | Alexander Salby (DEN)          | DNF            |
| 236            | Nathan Vandepitte (FRA)        | 130.           |
| 237            | Guillaume Van Keirsbulck (BEL) | 39.            |

| Team Flanders-Baloise TFB | Team Flanders-Baloise TFB | Team Flanders-Baloise TFB |
| ------------------------- | ------------------------- | ------------------------- |
| #                         | Cyklist                   | Placering                 |
| 241                       | Lindsay De Vylder (BEL)   | DNF                       |
| 242                       | Ruben Apers (BEL)         | 81.                       |
| 243                       | Alex Colman (BEL)         | DNF                       |
| 244                       | Sander De Pestel (BEL)    | 89.                       |
| 245                       | Gilles De Wilde (BEL)     | 103.                      |
| 246                       | Milan Fretin (BEL)        | 118.                      |
| 247                       | Ward Vanhoof (BEL)        | 113.                      |

Förklaringar
DNF = Fullföljde inte, OTL = Utanför tidsgränsen, DNS = Startade inte, DSQ = Diskvalificerad